# Pandorea jasminoides
Pandorea jasminoides là một loài thực vật có hoa trong họ Chùm ớt. Loài này được (Lindl.) K.Schum. mô tả khoa học đầu tiên năm 1894.